# ヘンリク・ムヒタリアン
- ヘンリク・ミキタリアン
- ヘンリク・ムヒタリャン

ヘンリク・ハムレティ・ムヒタリアン（アルメニア語: Հենրիխ Համլետի Մխիթարյան、Henrikh Hamleti Mkhitaryan[hɛnˈɾiχ məχitʰɑˈɾjɑn] ( 音声ファイル), 1989年1月21日 - ）は、アルメニア・ソビエト社会主義共和国 (現アルメニア)・エレバン出身のサッカー選手。セリエA・インテルナツィオナーレ・ミラノ所属。元アルメニア代表。ポジションはMF。
アルメニア代表としては、史上最多得点となる25得点を記録している。
日本のメディアでは『ヘンリク・ミキタリアン』と紹介するスポーツメディアもあり、キッカーの日本語版サイトなどでは同様の紹介がなされている。

## 生い立ち
1989年1月22日にアルメニア・ソビエト社会主義共和国 (現アルメニア)の首都エレバンで生まれる。かつてFCアララト・エレバンで活躍し、アルメニア代表でのプレー経験があるハムレットを父に持つが、ムヒタリアンが7歳の時にハムレットは脳腫瘍のために33歳で逝去している。また、母マリナ (Marina)は、アルメニアサッカー連盟の代表チーム部門でスタッフを務め、姉モニカ (Monica)はUEFAの本部で働いている。
ムヒタリアンが生まれてから数ヶ月後、父がリーグ・ドゥ (フランス2部)のASOヴァランスでプレーすることに伴い幼少期をフランスで過ごすことになる。1995年にエレバンへ帰国した後は、地元の学校を卒業し、サンクトペテルブルク・エレバン校で経済学を学ぶ。その後、弁護士の勉強を計画している。ジネディーヌ・ジダンがアイドルであり、ジダンのプレーにインスピレーションを受けている。母国語であるアルメニア語の他、フランス語、ポルトガル語、ロシア語、ウクライナ語、英語、ドイツ語、イタリア語の8ヶ国語を操る。

## クラブ経歴

### ピュニク・エレバン
1995年にフランスから帰国した後は、生まれ故郷のFCピュニク・エレバンの下部組織に入団する。15歳の若さで給与を受け取る等、周囲の期待は大きく、サンパウロFC (ブラジル1部)への数ヶ月の練習参加を経て、ピュニク・エレバンのトップチームに昇格を果たし、2006年の17歳の時にプロデビューを飾った。以来、在籍3年半でリーグ戦70試合30得点含む公式戦89試合35得点を記録し、アルメニア・プレミアリーグ3連覇 (2006、2007、2008)、アルメニア・スーパーカップ2回 (2007、2009)獲得に貢献しており、最後のシーズンとなった2009年シーズンでの得点力に、アルメニア代表と同クラブの双方を率いるヴァルダン・ミナシアン監督から、より大きなリーグでの飛躍を期待された。そして、同シーズンのプレーによって、シーズン途中で移籍することになった。

### メタルルフ・ドネツク

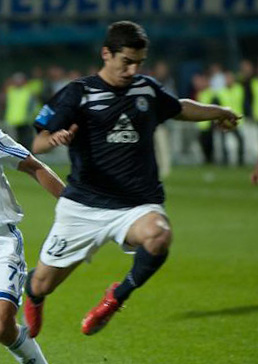
メタルルフ・ドネツクでのムヒタリアン (2009年)

2009年6月20日にメタルルフ・ドネツクと3年契約を締結する。7月16日にUEFAヨーロッパリーグ 2009-10のFCパルチザン・ミンスク (ベラルーシ1部)戦 (3-0)で公式戦初出場及び初得点、19日のFCドニプロ戦 (0-0)でウクライナ・プレミアリーグ初出場、26日のFCカルパティ・リヴィウ戦 (2-2)でリーグ初得点を挙げ、以降、リーグ戦29試合9得点を含む公式戦38試合14得点を記録した。
翌2010-11シーズンは、2010年7月14日にクラブ史上最年少の21歳で主将に就任し、重要な役割を担うことになったが、8月30日のドニプロ戦 (2-1)が最後の試合となった。メタルルフでの2季目で8試合3得点を挙げ、リーグ戦通算37試合12得点を含む公式戦46試合17得点とした。

### シャフタール・ドネツク

#### 2010-11シーズン

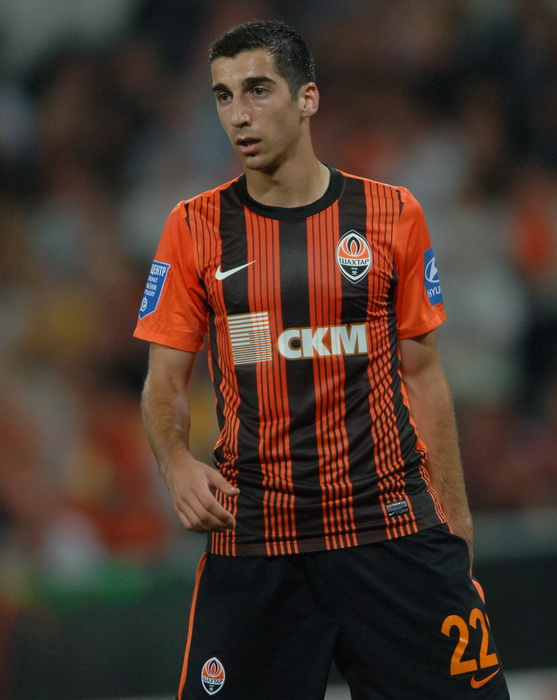
ムヒタリアン (2010-11シーズン)

2010年8月30日、メタルルフと同じくドネツクを本拠地とするFCシャフタール・ドネツクと5年契約を締結する。移籍金は一部で600万ユーロとも伝えられているが、シャフタールの公式サイト上で750万ユーロと発表された。9月10日のFCオボロン・キエフ戦 (0-1)で初出場、本拠地での最初の試合となった19日のSCタフリヤ・シンフェロポリ戦 (4-1)で初得点、それから3日後のウクライナ・カップでのFCクリヴバス・クリヴィー・リフ戦 (6-0)で2得点目を記録。25日のFCメタリスト・ハルキウ戦 (2-1)では決勝点を挙げた。28日のUEFAチャンピオンズリーグ 2010-11でのSCブラガ戦 (3-0)が、UEFAチャンピオンズリーグ初試合だった。2011年5月26日のFCディナモ・キーウとのカップ戦決勝において、ジャジソンに代わって81分から出場し、優勝に貢献。同シーズンは、トップ下のジャジソンの存在に加え、センターハーフを務めるフェルナンジーニョの負傷離脱から、トップ下やセンターハーフの控えとして起用され、リーグ戦とカップ戦優勝を経験した。

#### 2011-12シーズン

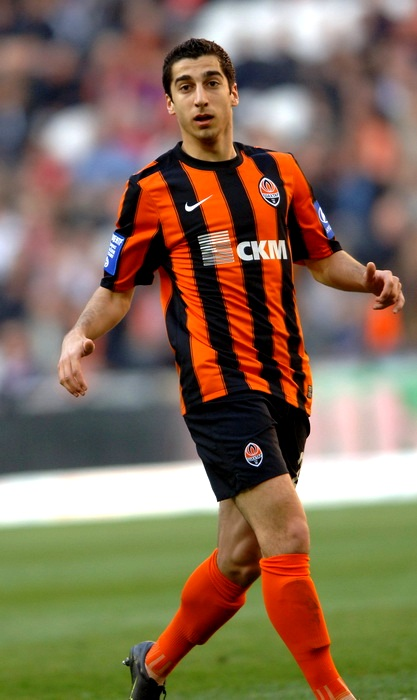
FCシャフタール・ドネツクでのムヒタリアン (2011年)

2011-12シーズンはリーグ戦とカップ戦の2冠を2シーズン連続で達成した。シーズン途中に家庭の事情でジャジソンが移籍すると、ミルチェア・ルチェスク監督の施行する4-2-3-1のフォーメーションにおいて、1トップを務めるルイス・アドリアーノのトップ下に専念しており、2011年7月11日のオボロン・キエフ戦 (4-0)でのシーズン初得点を皮切りに、3月4日のドニプロ戦 (1-1)での同点ゴール、4月11日のFCメタルルフ・ザポリージャとの国内カップ戦 (1-0)での決勝点といった重要な場面でも得点を挙げ、リーグ戦28試合10得点を含む公式戦36試合11得点を記録する活躍から、クラブの公式サイト上で行われたファンのオンライン投票で総投票数の約38%の支持を集めてチームの年間最優秀選手賞を受賞した。

#### 2012-13シーズン
2012-13シーズン、古巣メタルルフとのウクライナ・スーパーカップを2-0で制すと、昨季に引き続きトップ下のレギュラーとして起用されたムヒタリアンは、開幕戦のFCアルセナル・キエフ戦 (6-0)で2得点2アシストを決める好調なスタートを切っており、8月10日のFCチョルノモレツ・オデッサ戦 (5-1)ではハットトリックを達成して6試合10得点という得点力を見せ、サイドのウィリアンやアレックス・テイシェイラらと共に開幕戦から10月までの12試合で12連勝と勢いにのるチームの攻撃を牽引。UEFAチャンピオンズリーグ 2012-13においては、9月19日のデンマーク・スーペルリーガ王者FCノアシェラン (2-0)相手にCL初得点を含む2得点を挙げてマン・オブ・ザ・マッチ、そして同大会の週間最優秀チームにも選出された。2013年3月16日のオデッサ戦でリーグ通算100試合を達成した。
2013年5月11日のSCタフリヤ・シンフェロポリ戦 (5-0)でリーグ戦23得点目、24得点目を挙げ、クラブ史上となる1シーズンでの最多得点記録を樹立した。最終的に攻撃的ミッドフィルダーながら25得点で得点王に輝き、その技術と献身性は称賛された。

### ボルシア・ドルトムント

#### 2013-14シーズン
シャフタールでの活躍が認められ、リヴァプールFC等が獲得に動き、その内の1つドイツ・ブンデスリーガ (ドイツ1部)のボルシア・ドルトムントから2013年6月25日に移籍金2500万ユーロが提示された。当初、シャフタールの最高経営責任者は3000万ユーロを望んでいたが、その一方で移籍を想定してSCインテルナシオナルから移籍金1500万ユーロでフレッジを獲得しており、そして、7月5日には、ドルトムントのメディカルチェックを受け、8日に4年契約で同クラブへの移籍が決定した。背番号は前シーズンにマリオ・ゲッツェが着ていた10番になった。なお、推定移籍金2500万ユーロと報じられているが、移籍が決定した翌日にシャフタールの公式サイト上において移籍金は2750万ユーロと記載され、これはシャフタール史上最高額だった。
2013年7月10日、2013-14シーズン前に行われたザンクト・ヤコブ・パルクでのFCバーゼルとの親善試合 (3-1)で初出場を飾ると、マルコ・ロイスへのアシストと自身初得点を記録する好調なスタートを切ったが、別の親善試合において負傷したことでDFLスーパーカップは欠場している。3週間の負傷離脱を経て、8月18日にヴェストファーレンシュタディオンで行われたリーグ戦第2節のアイントラハト・ブラウンシュヴァイク戦が公式戦初出場、9月1日のアイントラハト・フランクフルト戦で公式戦初得点を含む2得点を挙げた。UEFAチャンピオンズリーグ 2013-14の敵地でのアーセナルFC戦 (1-2)においても得点し、最終的にリーグ戦9得点10アシストでシーズンを終了して一定の数字を記録してリーグ戦とDFBポカール準優勝に貢献する。しかし、レアル・マドリードとのチャンピオンズリーグ準々決勝第2戦 (2-0)においては、ロイスからのパスをゴール目前に貰うも、決定機を外してしまい、チームは2試合合計2-3で敗退した。

#### 2014-15シーズン
2014-15シーズン最初の公式戦であるバイエルン・ミュンヘンとのスーパーカップ (2-0)において、シーズン初得点を挙げて優勝を成し遂げる。最高のスタートを切ったものの、9月と12月に負傷で約1ヶ月離脱したことや、かつてクラブで活躍した香川真司の復帰に伴う不慣れなサイドハーフでの起用も影響し、リーグ戦で得点に絡めない状況が続き、チーム低迷の一因と見られ、移籍金の高さも相まって批判された。12月の負傷から復帰後暫くは途中出場が続いていたが、2月18日に先発復帰したシャルケ04とのルールダービー (3-0)でシーズン初得点を挙げると、4月18日のSCパーダーボルン07戦 (3-0)で1得点1アシスト、5月9日のヘルタ・ベルリン戦 (2-0)では全得点に絡む2アシストを決めた。

#### 2015-16シーズン
2015-16シーズンはトーマス・トゥヘルが監督になり、システムも4-3-3にかわって右ウイングとしてプレーした。とりわけ、チームの総得点のうち半数以上を4人で叩き出し、クラブ史上2番目に多い勝ち点78を獲得する原動力となったオーバメヤン、マルコ・ロイス、香川真司とのカルテットはファンタスティック4と称された。

### マンチェスター・ユナイテッド
2016年7月2日、ドルトムントのハンス=ヨアヒム・ヴァッケ会長はムヒタリアンのマンチェスター・ユナイテッド移籍について、来夏に契約満了で放出することを避けるためには致し方ないことだと述べた。それから4日後に4年間の契約を結び、移籍金額は2700万から3000万ポンドと報じられ 、契約には1年間の延長オプションが付いた。背番号は22番。

#### 2016-17シーズン

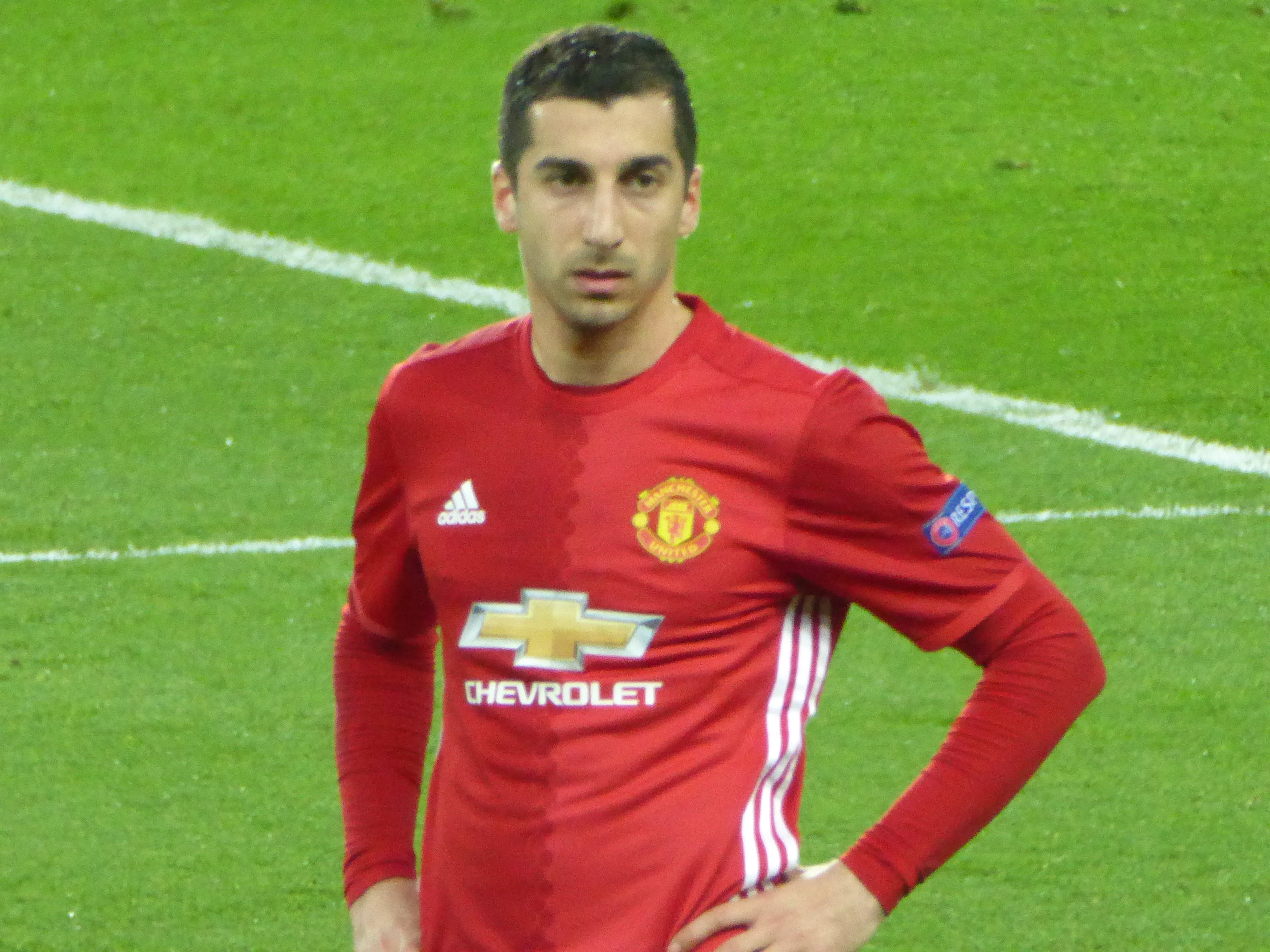
マンチェスター・ユナイテッドでのムヒタリアン（2017年）

2016年7月15日に行われ、2-0で勝利したプレシーズンマッチのウィガン・アスレティック戦でユナイテッドデビューを飾り、8月7日に行われたFAコミュニティ・シールドのレスター・シティ戦で公式戦デビューを果たした。8月14日に行われたボーンマス戦にフアン・マタと75分から交代で出場し、プレミアリーグでプレイした初めてのアルメニア人選手となった。9月10日に行われたマンチェスター・ダービーにおいて初めてスターティングメンバーに名を連ねたが、ハーフタイムに交代となった。UEFAヨーロッパリーグ 2016-17決勝ではゴールを決め、チームの優勝に貢献した。

#### 2017-18シーズン
開幕戦のウェストハム・ユナイテッドFC戦と第2節のスウォンジー・シティ戦では2試合で4アシストの活躍を見せた。

### アーセナルFC

#### 2017-18シーズン
2018年1月22日、アレクシス・サンチェスとのトレードでアーセナルFCへの移籍が決定。背番号はアレクシス・サンチェスが着用していた7番。かつてトマス・ロシツキーやロベール・ピレスが着用していた番号でもある。

#### 2018-19シーズン
2018-19シーズンのUEFAヨーロッパリーグの決勝に進出したが、ムヒタリアンの母国アルメニアと決勝戦の開催地アゼルバイジャンは国交を断絶していることから、ムヒタリアンはチームに帯同せず決勝戦を欠場した。

### ASローマ
2019年9月2日、ASローマに1年間のローンで移籍した。ローン料は300万ユーロで最大10万ユーロのボーナスが付随している。9月15日、セリエA第4節のサッスオーロ戦で移籍後初出場を果たすと、この試合で移籍後初ゴールを挙げた。
2020年8月31日、所属元のアーセナルとの契約解消に合意し、ローマに完全移籍したことが発表された。同シーズンはリーグ3位タイとなる10アシストを決めてチームに貢献した。2021-22シーズン、負傷による離脱から復帰し、UEFAヨーロッパカンファレンスリーグ決勝のフェイエノールト戦に先発したが、再度負傷して途中交代を強いられたが、チームは優勝を果たした。

### インテル・ミラノ
2022年6月20日、インテル・ミラノのCEOであるジュゼッペ・マロッタはムヒタリアンの加入が近いことをラジオで発言。
同年7月1日、インテル・ミラノへの移籍が正式に発表された。

#### 2022-23シーズン
インテル加入1年目の2022-23シーズンはマルセロ・ブロゾヴィッチが怪我で離脱してから、そのポジションにハカン・チャルハノールが入ったことで出場機会を大きく増やし、公式戦49試合に出場して5ゴール2アシストを記録した。UEFAチャンピオンズリーグでも、準決勝のACミラン戦でゴールを決めるなど、チームの準優勝に貢献した。

#### 2023-24シーズン
2023-24シーズンは、同じ中盤でダヴィデ・フラッテージ、デイヴィ・クラーセンらが加入するも、3-5-2の左インサイドハーフとしてシーズンを通してスタメンを譲らず、公式戦46試合で2ゴール9アシストを記録した。リーグ戦では、第4節のACミラン戦で2ゴール1アシストを決めるなどしチームの優勝に貢献した。
シーズン途中の2023年12月31日、インテルとの契約を2026年6月まで延長したと発表した。

## 代表経歴
アルメニア代表として各年代で代表招集を受け、2007年1月14日にパナマとの親善試合でA代表デビューを果たした。以来、定期的に招集され、2009年3月28日のエストニア戦で代表初得点を挙げ、UEFA EURO 2012予選のグループBではチーム最多の6得点を挙げたようにチームの得点源としても活躍しており、2013年10月15日の2014 FIFAワールドカップ・ヨーロッパ予選でのイタリア戦 (1-3)戦において、アルトゥール・ペトロシアンを抜き代表史上最多得点記録となる12得点目を記録した。同予選では、主将を務めているロマン・ベレゾフスキーの負傷による不在だった2013年9月10日のデンマーク戦 (0-1)の際に代理を務めている。
2014年5月27日のアラブ首長国連邦戦 (4-3)で2得点を挙げた。
2022年3月、アルメニア代表からの引退を表明した。

## プレースタイル
ポジションはミッドフィールダーだが、フォワードやセカンドトップ気味のトップ下を務めることができる。また、センターハーフとしてもプレー出来ることから、ペースやスキル、強力なシュートを武器に得点を量産する姿に、元スコットランド代表のパット・ネヴィンにフランク・ランパードと比較された。
FCピュニク・エレバンの下部組織を経て、同クラブのトップチーム、メタルルフ・ドネツク、FCシャフタール・ドネツクでプレー。2009年から合計5回アルメニア年間最優秀選手賞を受賞した。2011-12シーズンにウクライナ・プレミアリーグ得点王でチームの優勝に貢献したことで、ファンからチームの最優秀選手に選出されるだけにとどまらず、ウクライナ・プレミアリーグ年間最優秀選手賞にも輝いた。また、その活躍に2012年にはEuropean Football Yearbook 2012-13でUEFAのトップ100として紹介され、アルメニア人選手として初のCIS年間最優秀選手賞を受賞した。同賞は、2013年に再度選出されている。

## 個人成績

### クラブ
出典:
| 所属クラブ                   | シーズン | リーグ                     | リーグ | リーグ | 国内カップ | 国内カップ | リーグカップ | リーグカップ | 国際大会 | 国際大会 | 合計 | 合計 |
| 所属クラブ                   | シーズン | 所属リーグ                 | 出場   | 得点   | 出場       | 得点       | 出場         | 得点         | 出場     | 得点     | 出場 | 得点 |
| ---------------------------- | -------- | -------------------------- | ------ | ------ | ---------- | ---------- | ------------ | ------------ | -------- | -------- | ---- | ---- |
| ピュニク・エレバン           | 2006     | アルメニア・プレミアリーグ | 12     | 1      | 0          | 0          | -            | -            | 0        | 0        | 12   | 1    |
| ピュニク・エレバン           | 2007     | アルメニア・プレミアリーグ | 24     | 12     | 3          | 0          | -            | -            | 4        | 0        | 31   | 12   |
| ピュニク・エレバン           | 2008     | アルメニア・プレミアリーグ | 24     | 6      | 6          | 3          | -            | -            | 2        | 0        | 32   | 9    |
| ピュニク・エレバン           | 2009     | アルメニア・プレミアリーグ | 10     | 11     | 0          | 0          | -            | -            | 3        | 2        | 13   | 13   |
| ピュニク・エレバン           | 合計     | 合計                       | 70     | 30     | 9          | 3          | -            | -            | 9        | 2        | 88   | 35   |
| メタルルフ・ドネツク         | 2009-10  | ウクライナ・プレミアリーグ | 29     | 9      | 0          | 0          | -            | -            | 6        | 4        | 33   | 13   |
| メタルルフ・ドネツク         | 2010-11  | ウクライナ・プレミアリーグ | 8      | 3      | 0          | 0          | -            | -            | 0        | 0        | 8    | 3    |
| メタルルフ・ドネツク         | 合計     | 合計                       | 35     | 12     | 0          | 0          | -            | -            | 6        | 4        | 41   | 16   |
| シャフタール・ドネツク       | 2010-11  | ウクライナ・プレミアリーグ | 17     | 3      | 3          | 1          | -            | -            | 7        | 0        | 27   | 4    |
| シャフタール・ドネツク       | 2011-12  | ウクライナ・プレミアリーグ | 26     | 10     | 5          | 1          | -            | -            | 6        | 0        | 37   | 11   |
| シャフタール・ドネツク       | 2012-13  | ウクライナ・プレミアリーグ | 29     | 25     | 5          | 2          | -            | -            | 8        | 2        | 42   | 29   |
| シャフタール・ドネツク       | 合計     | 合計                       | 72     | 38     | 13         | 4          | -            | -            | 21       | 2        | 106  | 44   |
| ボルシア・ドルトムント       | 2013-14  | ドイツ・ブンデスリーガ     | 31     | 9      | 5          | 2          | -            | -            | 10       | 2        | 46   | 13   |
| ボルシア・ドルトムント       | 2014-15  | ドイツ・ブンデスリーガ     | 28     | 3      | 6          | 1          | -            | -            | 7        | 0        | 41   | 4    |
| ボルシア・ドルトムント       | 2015-16  | ドイツ・ブンデスリーガ     | 31     | 11     | 5          | 5          | -            | -            | 15       | 5        | 51   | 23   |
| ボルシア・ドルトムント       | 合計     | 合計                       | 90     | 23     | 16         | 8          | -            | -            | 32       | 9        | 136  | 40   |
| マンチェスター・ユナイテッド | 2016-17  | プレミアリーグ             | 24     | 4      | 3          | 1          | 2            | 0            | 11       | 6        | 40   | 11   |
| マンチェスター・ユナイテッド | 2017-18  | プレミアリーグ             | 15     | 1      | 1          | 0          | 1            | 0            | 4        | 1        | 21   | 2    |
| マンチェスター・ユナイテッド | 合計     | 合計                       | 39     | 5      | 4          | 1          | 3            | 0            | 15       | 7        | 61   | 13   |
| アーセナル                   | 2017-18  | プレミアリーグ             | 11     | 2      | 0          | 0          | 0            | 0            | 6        | 1        | 17   | 3    |
| アーセナル                   | 2018-19  | プレミアリーグ             | 25     | 6      | 0          | 0          | 3            | 0            | 11       | 0        | 39   | 6    |
| アーセナル                   | 2019-20  | プレミアリーグ             | 3      | 0      | 0          | 0          | 0            | 0            | 0        | 0        | 3    | 0    |
| ローマ                       | 2019-20  | セリエＡ                   | 22     | 9      | 0          | 0          | -            | -            | 5        | 0        | 27   | 9    |
| ローマ                       | 2020-21  | セリエＡ                   | 34     | 13     | 1          | 1          | -            | -            | 11       | 1        | 46   | 15   |
| ローマ                       | 2021-22  | セリエＡ                   | 31     | 5      | 2          | 0          | -            | -            | 10       | 0        | 43   | 5    |
| インテル                     | 2022-23  | セリエＡ                   | 31     | 3      | 4          | 0          | -            | -            | 13       | 2        | 49   | 5    |
| インテル                     | 2023-24  | セリエＡ                   | 36     | 2      | 1          | 0          | -            | -            | 7        | 0        | 46   | 2    |
| キャリア通算成績             |          |                            |        |        |            |            |              |              |          |          |      |      |

### 代表
2017年11月9日現在
出典:
国際Aマッチ 59試合 19得点（2007年- ）
| アルメニア代表 | 国際Aマッチ | 国際Aマッチ |
| 年             | 出場        | 得点        |
| -------------- | ----------- | ----------- |
| 2007           | 2           | 0           |
| 2008           | 5           | 0           |
| 2009           | 7           | 1           |
| 2010           | 5           | 3           |
| 2011           | 8           | 4           |
| 2012           | 8           | 2           |
| 2013           | 8           | 2           |
| 2014           | 7           | 4           |
| 2015           | 6           | 0           |
| 2016           | 5           | 3           |
| 2017           | 9           | 6           |
| 通算           | 70          | 25          |

### ゴール
出典:
| #   | 開催年月日     | 開催地               | 対戦国                         | スコア | 結果 | 試合概要                    |
| --- | -------------- | -------------------- | ------------------------------ | ------ | ---- | --------------------------- |
| 1.  | 2009年3月28日  | エレバン             | エストニア                     | 1-0    | 2-2  | 2010 FIFAワールドカップ予選 |
| 2.  | 2010年5月25日  | エレバン             | ウズベキスタン                 | 1-0    | 3-1  | 親善試合                    |
| 3.  | 2010年10月8日  | エレバン             | スロバキア                     | 3-1    | 3-1  | UEFA EURO 2012予選          |
| 4.  | 2010年10月12日 | エレバン             | アンドラ                       | 2-0    | 5-0  | UEFA EURO 2012予選          |
| 5.  | 2011年9月2日   | アンドラ・ラ・ベリャ | アンドラ                       | 0-3    | 0-3  | UEFA EURO 2012予選          |
| 6.  | 2011年9月6日   | ジリナ               | スロバキア                     | 0-2    | 0-4  | UEFA EURO 2012予選          |
| 7.  | 2011年10月7日  | エレバン             | アンドラ                       | 3-1    | 4-1  | UEFA EURO 2012予選          |
| 8.  | 2011年10月11日 | ダブリン             | アイルランド                   | 2-1    | 2-2  | UEFA EURO 2012予選          |
| 9.  | 2012年10月12日 | エレバン             | イタリア                       | 1-1    | 1-3  | 2014 FIFAワールドカップ予選 |
| 10. | 2012年11月14日 | エレバン             | リトアニア                     | 3-0    | 4-2  | 親善試合                    |
| 11. | 2013年6月11日  | コペンハーゲン       | デンマーク                     | 0-4    | 0-4  | 2014 FIFAワールドカップ予選 |
| 12. | 2013年10月15日 | ナポリ               | イタリア                       | 1-2    | 2-2  | 2014 FIFAワールドカップ予選 |
| 13. | 2014年5月27日  | カルージュ           | アラブ首長国連邦               | 1-2    | 3-4  | 親善試合                    |
| 14. | 2014年5月27日  | カルージュ           | アラブ首長国連邦               | 2-3    | 3-4  | 親善試合                    |
| 15. | 2014年6月6日   | マインツ             | ドイツ                         | 1-1    | 6-1  | 親善試合                    |
| 16. | 2014年9月7日   | コペンハーゲン       | デンマーク                     | 0-1    | 2-1  | UEFA EURO 2016予選          |
| 17. | 2016年5月28日  | カーソン             | グアテマラ                     | 1-1    | 1-7  | 親善試合                    |
| 18. | 2016年5月28日  | カーソン             | グアテマラ                     | 1-4    | 1-7  | 親善試合                    |
| 19. | 2016年5月28日  | カーソン             | グアテマラ                     | 1-6    | 1-7  | 親善試合                    |
| 20. | 2017年3月26日  | エレバン             | カザフスタン                   | 1-0    | 2-0  | 2018 FIFAワールドカップ予選 |
| 21. | 2017年6月4日   | エレバン             | セントクリストファー・ネイビス | 2-0    | 5-0  | 親善試合                    |
| 22. | 2017年6月4日   | エレバン             | セントクリストファー・ネイビス | 3-0    | 5-0  | 親善試合                    |
| 23. | 2017年10月8日  | アスタナ             | カザフスタン                   | 0-1    | 1-1  | 2018 FIFAワールドカップ予選 |
| 24. | 2017年11月9日  | エレバン             | ベラルーシ                     | 2-0    | 4-1  | 親善試合                    |
| 25. | 2017年11月13日 | エレバン             | キプロス                       | 3-1    | 3-2  | 親善試合                    |

## タイトル

### クラブ
FCピュニク・エレバン
- アルメニア・プレミアリーグ：3回 (2006, 2007, 2008)
- アルメニア・スーパーカップ：2回 (2007, 2009)

FCシャフタール・ドネツク
- ウクライナ・プレミアリーグ：3回 (2010-11, 2011-12, 2012-13)
- ウクライナ・カップ：2回 (2010-11, 2011-12)
- ウクライナ・スーパーカップ： (2012)

ボルシア・ドルトムント
- DFLスーパーカップ：2回 (2013, 2014)

マンチェスター・ユナイテッドFC
- フットボールリーグカップ： (2016-17)
- コミュニティー・シールド： (2016)
- UEFAヨーロッパリーグ： (2016-17)

ASローマ
- UEFAヨーロッパカンファレンスリーグ: (2021-22)

インテル・ミラノ
- セリエA：（2023-24）
- コッパ・イタリア：（2022-23）
- スーペルコッパ・イタリアーナ：2回（2022-23, 2023-24）

### 個人
- アルメニア年間最優秀選手賞（英語版）：10回 (2009[84], 2011[85], 2012[86], 2013[87], 2014[88], 2015, 2016, 2017[89], 2019[90], 2020)
- ウクライナ・プレミアリーグ年間最優秀選手賞（英語版）： (2012-13[91])
- ウクライナ・プレミアリーグ得点王： (2012-13)
- CIS年間最優秀選手賞（英語版）：2回 (2012, 2013)